# Marsabit
Marsabit är huvudort i distriktet Marsabit i provinsen Östprovinsen i Kenya.